# Alakazam, le petit Hercule
Alakazam, le petit Hercule (西遊記, Saiyūki, littéralement « pérégrination vers l'ouest ») est le premier long métrage d'animation d'Osamu Tezuka sorti en 1960. Il s'agit d'une adaptation du manga La Légende de Songoku du même auteur.

## Synopsis
À la demande de ses congénères, le petit macaque Alakazan a accepté de devenir le roi des singes. Une fois sur le trône, le jeune monarque devient un despote tyrannique et prétentieux au point de s’estimer supérieur aux hommes. À grand renfort d’astuces, il parvient à duper l’enchanteur Merlin et l’oblige à lui apprendre la magie, sans prendre attention aux avertissements du vieux sage : ces pouvoirs fraichement acquis ne lui attireront que des malheurs dans le futur ! Avec ses nouveaux atouts, l’arrogant simien s’embarque pour le Paradis où il affronte le Roi Amo. Après une cuisante défaite, Alakazan se retrouve puni : il doit servir de garde du corps au Prince Amat durant son pèlerinage. Un voyage au cours duquel le jeune effronté découvrira la véritable signification de l’héroïsme…

## Fiche technique
- Titre : Alakazam, le petit Hercule
- Titre original : (西遊記?, Saiyūki)
- Titre anglais : Alakazam the Great
- Studio d'animation : Toei Animation
- Réalisation : Osamu Tezuka, Daisaku Shirakawa, Taiji Yabushita
- Auteur : Osamu Tezuka (manga)
- Musique : Ryōichi Hattori
- Chara-design : Akira Daikuhara, Yasuji Mori
- Dates de sortie :
  -  Japon : 14 août 1960
  -  États-Unis : 14 juillet 1961
  -  Mexique : 26 juillet 1962
  -  France : 5 juillet 1963
  -  Turquie : février 1964
  -  Finlande : 2 octobre 1995 (TV)

## Doublage
| Personnages     | Personnages     | Voix japonaises     |
| --------------- | --------------- | ------------------- |
| Son Gokū        | Son Gokū        | Kiyoshi Komiyama    |
| RinRin          | RinRin          | Noriko Shindō       |
| Cho Hakkai      | Cho Hakkai      | Hideo Kinoshita     |
| Sa Gojō         | Sa Gojō         | Setsuo Shinoda      |
| Sanzō hōshi     | Sanzō hōshi     | Nobuaki Sekine      |
| Shaka-nyorai    | Shaka-nyorai    | Kunihisa Takeda     |
| Kanzeon-bosatsu | Kanzeon-bosatsu | Katsuko Ozaki       |
| Shoryo          | Shoryo          | Michiko Shirasaka   |
| Gyūmaō          | Gyūmaō          | Kinshirō Iwao       |
| Rasetsu-jo      | Rasetsu-jo      | Tamae Katō          |
| Kinkaku daiō    | Kinkaku daiō    | Shigeru Kawakubo    |
| Ginkaku daiō    | Ginkaku daiō    | Shūichi Kazamatsuri |

## Autour du film
Adapté de son manga La Légende de Songoku paru à la fin des années 1950. Le manga est lui-même adapté du roman Le Voyage vers l'Ouest (西遊記, Hsi Yu Chi) qui raconte l'épopée légendaire chinoise de Sun Wukong (孫悟空, Son-goku en japonais), le Roi des Singes.